# Tạ Lãng Hiên
Tạ Lãng Hiên (tiếng Trung: 謝朗軒; sinh ngày 6 tháng 2 năm 1995 ở Hồng Kông) là một cầu thủ bóng đá Hồng Kông thi đấu ở vị trí hậu vệ phải cho câu lạc bộ tại Giải bóng đá ngoại hạng Hồng Kông Eastern.

## Sự nghiệp câu lạc bộ
Ngày 12 tháng 9 năm 2015, Tạ ghi bàn thắng đầu tiên của Giải bóng đá ngoại hạng Hồng Kông 2015–16 trước Wong Tai Sin, với chiến thắng 2-0.
Ngày 3 tháng 7 năm 2017, Lee Man thông báo rằng họ đã sở hữu Tạ theo dạng cho mượn cho mùa giải 2017-18.